# The Night Horsemen
The Night Horsemen is een Amerikaanse western uit 1921. Het is een verfilming van het gelijknamige boek van Max Brand uit 1920. De film is bewaard gebleven en ligt in het George Eastman House. Hij werd in Nederland uitgebracht als De nachtelijke ruiter. The Night Horsemen is een vervolg van de in 1920 verschenen film The Untamed.

## Verhaal
De dag voordat hij gaat trouwen met de knappe Kate Cumberland (May Hopkins), wordt 'Whistling Dan' (Tom Mix) door wilde ganzen op een dwaalspoor gebracht. Zij leidden hem naar een saloon waar hij wordt gedwongen om tegen Jerry Strann (Captain C.E. Anderson) te vechten. Strann raakt daarbij gewond, maar in plaats van te vluchten, blijft Dan om voor de man te zorgen. Tegelijkertijd weet hij heel goed dat Jerry's broer Mac (Bert Sprotte) uit is op wraak. Mac jaagt echter in plaats daarvan op de vluchtende Cumberlands, waarbij Dan's trouwe hond wordt gedood. Dan spoort Mac op, maar Kate weerhoudt hem ervan hem te vermoorden.

## Rolverdeling
| Acteur                 | Personage          |
| ---------------------- | ------------------ |
| Tom Mix                | 'Whistling Dan'    |
| May Hopkins            | Kate Cumberland    |
| Harry Lonsdale         | Old Joe Cumberland |
| Joseph Bennett         | Dr. Byrne          |
| Sid Jordan             | Buck Daniels       |
| Bert Sprotte           | Mac Strann         |
| Captain C. E. Anderson | Jerry Strann       |
| Lon Poff               | Haw Haw            |
| Charles K. French      | Marshal            |